# Alexandra Bíróová
Alexandra Bíróová (* 13. Juli 1991 in Dunajská Streda) ist eine ehemalige slowakische Fußballspielerin.

## Karriere

### Vereine
Bíróová begann ihre Karriere mit DAC Dunajská Streda und schloss sich anschließend 2008 den FK Slovan Duslo Šaľa an. Am 7. August 2009 entschied sie sich, die Slowakei zu verlassen und wechselte zum SV Neulengbach.  Ab 2015 spielt sie für den FSK St. Pölten, der 2016 in den SKN St. Pölten eingegliedert wurde. Danach beendete sie ihr aktive Karriere.

### Nationalmannschaft
Bíróová ist seit dem 27. März 2010 Spielerin der A-Nationalmannschaft.

## Erfolge
- Österreichischer Cup-Sieger 2024